# Brännö
Brännö es una isla del archipiélago de Gotemburgo en la Provincia de Västra Götaland, Suecia. 

## Historia
Por su ubicación geográfica, la isla fue un punto estratégico para los vikingos en sus viajes por Noruega, Suecia y Dinamarca y, entre otras fuentes, el Laxdaela saga menciona que Melkorka, una princesa de origen irlandesa, y que más tarde sería madre de Ólafur pái Höskuldsson, fue vendida allí como thrall a Hoskuld Dala-Kollsson.